# گرومن جی-۷۳ ملارد
گرومن جی-۷۳ ملارد (به انگلیسی: Grumman G-73 Mallard) یک هواپیمای ساختِ کارخانهٔ گرومن در کشور ایالات متحده آمریکا است که در سال ۱۹۴۶–۱۹۵۱ ساخته شد. نخستین استفاده‌کنندهٔ این هواپیما Chalk's Ocean Airways بوده‌است. این هواپیما برای نخستین بار در ۳۰ آوریل ۱۹۴۶ میلادی مورد استفاده قرار گرفت.